# Joaquim Azinhal Abelho
Joaquim Azinhal Abelho (Orada, Borba, Portugal 13 de Abril de 1911 – Lisboa, Portugal 20 de Janeiro de 1979), foi um poeta e cineasta português.

## Biografia
Joaquim Azinhal Abelho estudou na Faculdade de Letras da Universidade de Lisboa e foi o fundador do Teatro Rural (Elvas), do Teatro do Arco da Velha e do Teatro d'Arte em Lisboa.
Dedicou-se à ficção de cunho rural e ao estudo do teatro popular.
Juntamente com Orlando Vitorino, traduziu obras de diversos autores como Graham Greene, Federico García Lorca, Anton Pavlovitch Tchékhov e Joseph Kesselring. Teve também colaboração em publicações periódicas, nomeadamente na revista luso-brasileira Atlântico e no jornal 57 (1957-1962).
Em Borba foi criado o "Pólo Museológico Azinhal Abelho" após a autarquia ter adquirido parte do espólio do autor.

## Obras literárias

### Poesia
- 1935 - Solidão… Ai Dão,Ai Dão[1]
- 1936 - Confidências de um rapaz provinciano[1]
- 1939 - Victorial
- 1941 - Epopeia vulgar
- 1941 - Auto da alvura
- 1945 - Cantiga Arraiana
- 1945 - Domingo ilustrado
- 1964 - Os da Orada

### Contos
- Teatro Popular Português (6 volumes)[1]

## Filmografia
- Alentejo não tem sombra [1]

## Prémios literários
- 1936 - Prémio Antero de Quental com Confidências de um Rapaz Provinciano.[1]

## Prémios cinema
- Prémio Paz dos Reis com "Alentejo não tem sombra"[1]